# Alumohidrocalcita
La alumohidrocalcita es un mineral, carbonato de calcio y aluminio con hidroxilos e hidratado. Fue descrito a partir de ejemplares encontrados en Potejina, Sorsk, Jakasia, (Rusia). El nombre deriva de su composición, alumo (aluminio) hidro (hidroxilos y agua) calcita (carbonato de calcio).

## Propiedades físicas y químicas
La alumohidrocalcita se presenta como agrupaciones divergentes de microcristales aciculares o capilares, o como costras compactas con estructura interna radiada. Es incolora, blanca o coloreada en tonos claros por trazas de otros minerales. Es un miembro del grupo de la dresserita, el análogo de aluminio de la grguricita, que contiene cromo en su lugar.  Pierde agua fácilmente por calentamiento, es soluble fácilmente en ácidos, y se descompone por acción del agua hirviendo, dejando un precipitado blanco.

## Yacimientos
Es un mineral formado a baja temperatura, por la acción de aguas ricas en carbonato sobre silicatos de aluminio como alofana o dickita. Aparece generalmente asociada a alofana, aragonito, nordstrandita, gibbsita y yeso.Se ha indicado la presencia de alumohidrocalcita en medio centenar de yacimientos en el mundo, aunque probablemente aparezca en bastantes más, ya que por su aspecto puede pasar inadvertida fácilmente, y para identificarla es necesario utilizar técnicas analíticas complejas. Los mejores ejemplares proceden de varias canteras en la región volcánica de Eifel, Palatinado (Alemania). En España se ha encontrado, asociada a nordstrandita, en la carretera de Gavá a Begues, Bruguers (Barcelona).